# Giorgos Seferis

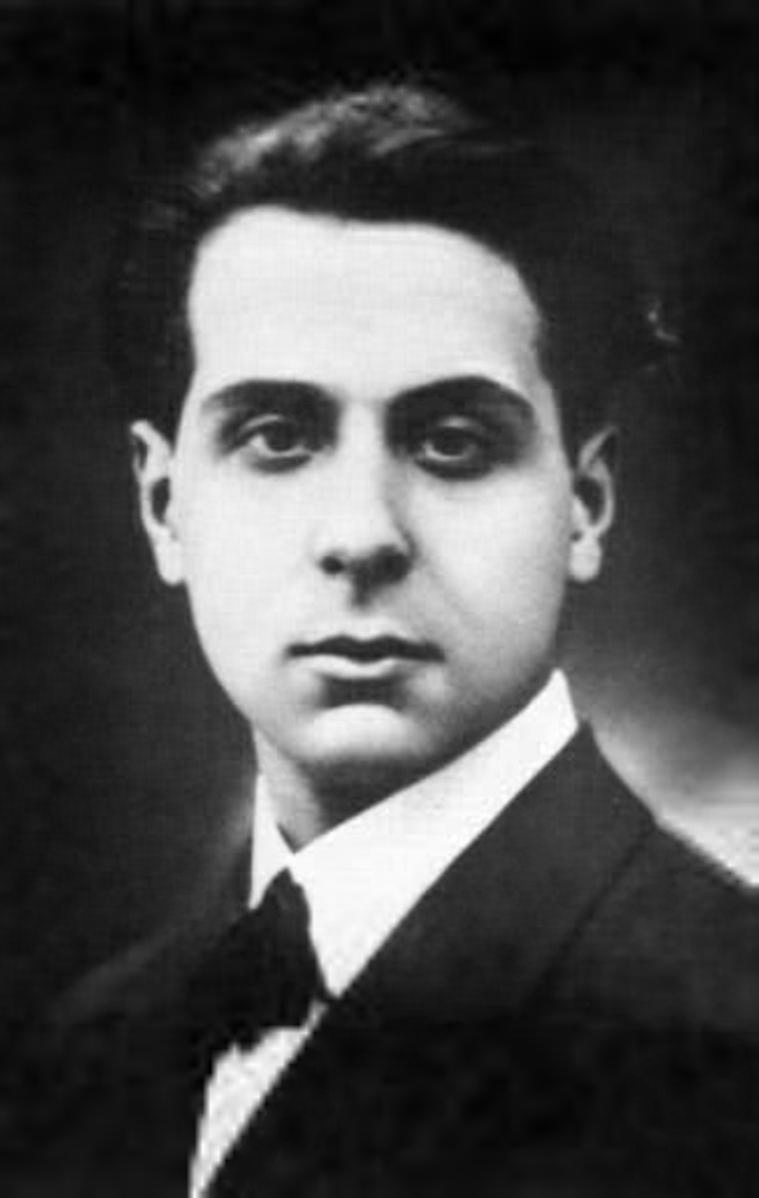
Seferis (1921)

Giorgos Seferis (grekiska Γιώργος Σεφέρης), egentligen Georgios Seferiades, född 13 mars 1900 i Urla nära Smyrna, död 20 september 1971 i Aten, var en grekisk författare och diplomat. Seferis var en av de viktigaste grekiska poeterna under 1900-talet och tilldelades 1963 Nobelpriset i litteratur.
Henry Miller blev vän med honom vid sitt besök i Grekland på 1940-talet. Han beskriver utförligt deras möte och samvaro med värme i boken Kolossen från Maroussi (1959), dvs långt innan han fick Nobelpriset. ”Den man som har fångat denna evighetsanda som man finner överallt i Grekland och inneslutit den i sina dikter är Georg Seferiades som skriver under pseudonymen Seferis… Mina samtal med Seferiades började egentligen på den höga verandan i Amaroussion när han tog mig under armen och promenerade fram och tillbaka i den fallande skymningen. Varje gång jag träffade honom kom han emot mig med hela sitt väsen, lindade det om min arm med ömhet och värme”. Han karakteriserar att hans dikter mer och mer kom att likna ädelstenar, blev mera kompakta, sammanpressade, skimrande och avslöjande.
Han debuterade som författare med I strofi (Vändpunkten 1931).